# Gérard Gasiorowski
Pour les articles homonymes, voir Gasiorowski.
 (avril 2013).
Si vous disposez d'ouvrages ou d'articles de référence ou si vous connaissez des sites web de qualité traitant du thème abordé ici, merci de compléter l'article en donnant les références utiles à sa vérifiabilité et en les liant à la section « Notes et références ».
Gérard Gasiorowski est un photographe, peintre et artiste plasticien français, né à Paris le 30 mars 1930, et mort à Bron le 19 août 1986.

## Vie et œuvre
Après une formation à l’École des arts appliqués entre 1947 et 1951, Gérard Gasiorowski développe progressivement une œuvre entre les années 1964 et 1972. L’artiste commence à peindre en 1953 puis interrompt son activité de peintre en 1964. Cette coupure a été une période nécessaire pour lui, consistant à trouver le bon moment pour peindre. L'artiste éprouvait simultanément amour et haine envers la peinture, souvent à des limites extrêmes. Il s'interroge sur le rôle de l'artiste tout en décortiquant le tableau dans toute sa dimension et ce, avec une humour noir qui le caractérise. Peintre, il fait un travail « précisionniste » qui valorise un choix d’images récoltées chez l’éditeur Robert Delpire où il est documentaliste. Intéressé par le retour général de l’image dans la pratique picturale de son temps, du pop art en particulier, il produit un travail original sans lien formel avec ce courant. Reproduisant et magnifiant des images photographiques, il développe un travail en noir et blanc, série de tableaux qui connote à la fois l’étrangeté d’un album de famille et celle des photos de presse. Gasiorowski revendique en effet « l'inquiétante étrangeté » des images qu’il restitue. Après 1972, il réprouve toute assimilation ; très soucieux de construire une œuvre à partir d’une attitude radicale, il procédera dans son travail à un effacement de l’image, de la peinture, du tableau.
Malgré le succès de ses premières toiles hyperréalistes (L'Approche, 1965), Gasiorowski, se lance dans une sorte de « suicide pictural » qui est une critique radicale de la tradition picturale occidentale et du marché de l’art. Il cherche à faire disparaître la peinture (série des « Albertines », 1971), à éliminer le cadre et la toile pour accumuler des jouets, avions de guerre, tanks, rails et trains jetés à bas, maculés de peinture.

« Toute cette traduction de l’horreur n’est en fin de compte que l’horreur du pictural », dira-t-il au critique Bernard Lamarche-Vadel. « Ce qui est en cause n’est et n’a toujours été que la peinture, l’acte pictural est mon unique problème. »

C’est au moment où il reprend son activité qu’il reprend l’hyperréalisme américain de façon ironique en noir et blanc. Cette série, intitulée « L’Approche », intéresse et connaît un grand succès parmi les critiques d’art mais aussi au niveau commercial. Dans son travail, il procède toujours par série.
Gasiorowski s’ennuie et entre dans ce qu’il appelle sa « période Barbizon ». L’artiste connaît une période de découragement et de désillusion. Il n’est plus compris par son entourage et les personnes proches qui le soutiennent le délaissent et l’abandonnent. Il parvient à résister à tout cela mais se dit néanmoins « choqué de constater que le monde « officiel » de l’art puisse être aussi bigot que ça ». Il souhaite alors déjouer les attentes du milieu artistique et se détacher des conventions historiques de celui-ci. Son approche artistique est à la fois sarcastique et nostalgique, notamment en ce qui concerne la peinture. Il produit diverses séries à commencer par « Les Croûtes », où il utilise ses excréments comme éléments afin de créer des tableaux volontairement vulgaires et repoussants, provoquant le dégoût et l’aberration. Il parodie ensuite des portraits photographiques de personnes disparues avec sa série « Les Albertines ». Il s’ensuit « Les Fatalités » où il joue sur la notion de « fausse ressemblance ». Par la suite, il reprend des images issues du dictionnaire sur de très petits formats dans le but d’une réduction mécanique de l’image dénuée d’imaginaire avec « Les Impuissances ». Il cherche d’autant plus l’effacement par la série « Les Aires » dans laquelle il représente des oiseaux volants, sans aucun détail de représentation : seulement un V est peint sur monochrome. Il produit ensuite deux séries « Les Fleurs » et « Les Amalgames » puis finit par « Les Régressions ». On peut se demander si Gasiorowski n’aurait pas volontairement organisé la régression de la peinture pour en arriver à cette série où il peint à la manière d’un étudiant débutant en art. Le désir étant de revenir à un stade antérieur au « parfait pictural ».
Ses séries dégoulinent avec « Les Croûtes » puis décrivent cliniquement son évolution jusqu’aux « Impuissances » et aux « Régressions ».
Le monde de l'art, les galeries, les musées, et même les artistes ne lui pardonnent pas cette critique acerbe de la société. Plus aucune exposition ne lui est proposée et Gasiorowski s'enferme alors dans un isolement total. Il se retire du monde de l'art mais poursuit ses interrogations sur les fondements de l'art en inventant des fictions : d'abord celle de La Guerre (1975) puis l'AWK, fausse académie Worosiskiga (anagramme de son nom), académie imaginaire dirigée par un tyran, dont sortent 500 chapeaux signés des noms d'artistes célèbres. Là encore, il critique violemment le système du marché de l'art et dénonce la compromission des artistes, démontrant ici encore que l’humour est très présente dans ses œuvres jusqu’en 1982. Il avance d’ailleurs que pour lui l’humour est la forme raffinée du désespoir. L’artiste est dans un processus de répétition pour atteindre l’épuisement, selon lui « la fatigue, c’est le meilleur moment de la peinture ».
Comme il l'a écrit, il reprend pied grâce à la confiance que lui témoigne Adrien Maeght. Sa première exposition à la galerie Maeght est organisée en 1981. Pour la première fois l'académie AWK est déployée. Malgré l'échec cuisant de l'exposition, d'autres expositions sont organisées et soutenues par Maeght. Le musée d'Art moderne de la ville de Paris lui consacre une rétrospective en 1983.
L’AWK peut se placer comme œuvre centrale dans la vie de Gasioroski, elle s’étale de 1975 à 1981 et renferme tout ce que l’artiste a pu créer jusque-là. Elle met un terme à une période de sa vie et lui permet de renaître. Ses prolongements et ses aboutissements la rendent complexe. On comprend qu’il s’est interrogé sur le sens de l’œuvre, sa fonction ainsi que son existence. AWK est une sorte d’enquête pleine d’éléments. Elle reflète la pensée de l’artiste, acceptant toutes les interprétations possibles, sans jamais figer l’œuvre. AWK se divise en deux temps chronologiques. Tous d’abord, l’œuvre s’inscrit dans la peinture et l’évolution de l’artiste puis elle part ensuite dans la fiction. L’œuvre est d’ailleurs elle-même un récit constituant une mythologie qui considère le travail artistique comme une globalité permettant de saisir ce qu’est la peinture. Pour lui, être peintre ne signifie pas simplement peindre.
Les fictions se succèdent, déroutant les visiteurs. On y découvre celle de l'Indienne Kiga (dernière et premières syllabes de son nom), de la tribu imaginaire des Worosis, incarnation prétendue de la peinture innocente et primitive. Apparaissent « Les Paysans » et les hommages à Cézanne. Kiga, qui est l'incarnation de la peinture primitive, mélange ses excréments à des plantes aromatiques, obtenant ainsi un produit avec lequel elle fabrique des compositions à la manière de Paul Cézanne.
Parallèlement à ces travaux fictionnels dont l’aventure est traduite en peintures, dessins, objets peints, sculptures organiques, deux séries de peintures, « Les Fleurs » et « Les Amalgames », se développent avec une véritable virtuosité.
Après 1983, Gérard Gasiorowski revient définitivement à la peinture et développe de grands ensembles souvent monumentaux soutenus par l’inscription d’une ligne, fil d’Ariane d’un parcours qui, de pièce en pièce, se revendiquait comme une œuvre unique. Cette dernière partie de l’œuvre s’installe dans l’invention et la référence, de Lascaux à Manet comme autant de cérémonies contemporaines. C’est dans la certitude d’avoir rejoint le territoire de la peinture que Gasiorowski peint un dernier polyptyque de douze tableaux, Fertilité.
Il meurt brutalement d'un infarctus en août 1986. Il est enterré à Saint-Julien-du-Sault.